# Heinrich Lorenz (Medailleur)

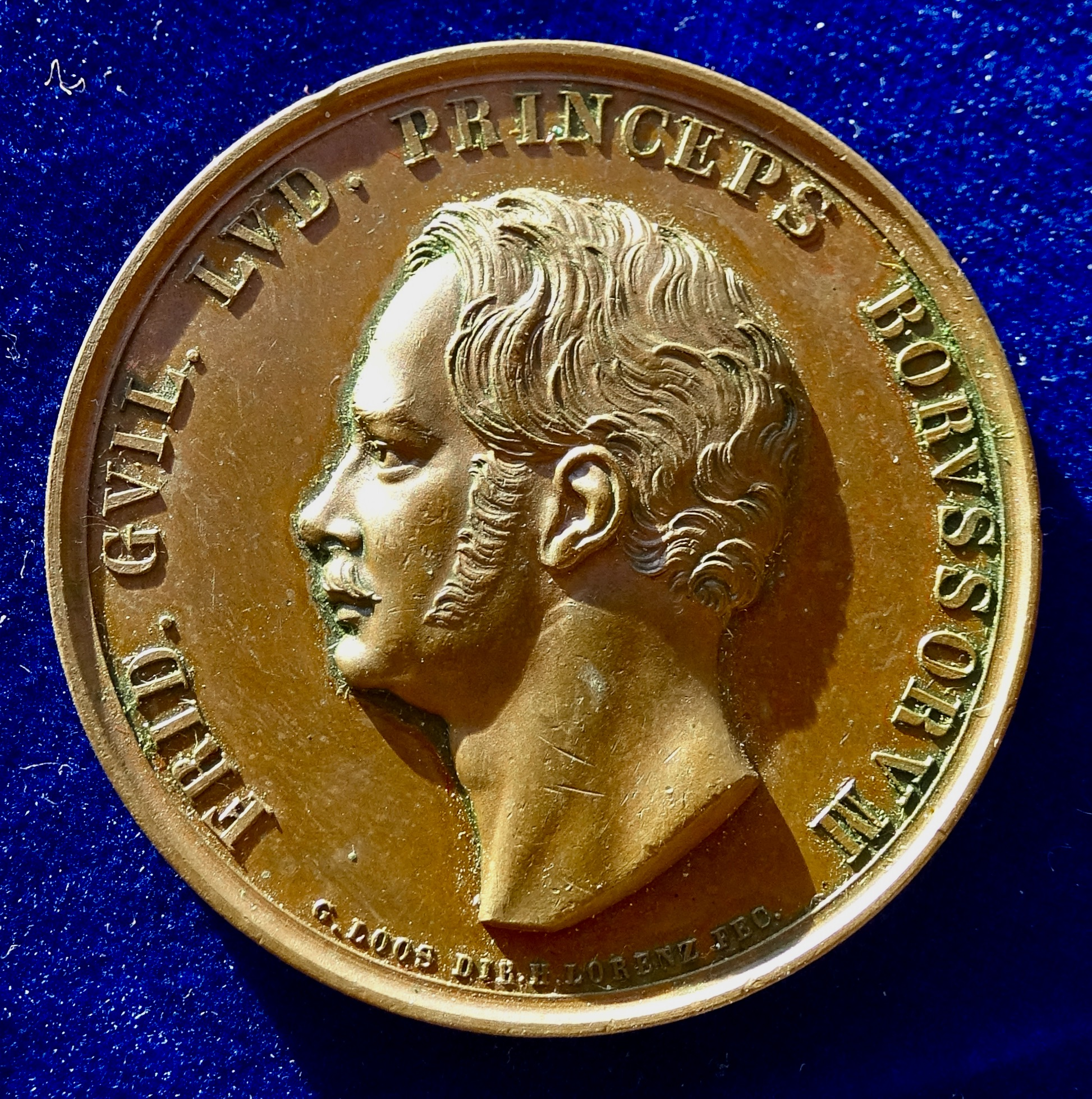
Aus seiner Berliner Zeit an der Berliner Medaillen-Münze: Medaille des Prinzen Wilhelm von Preußen zur Aufnahme in den Freimaurerorden 1840, Vorderseite

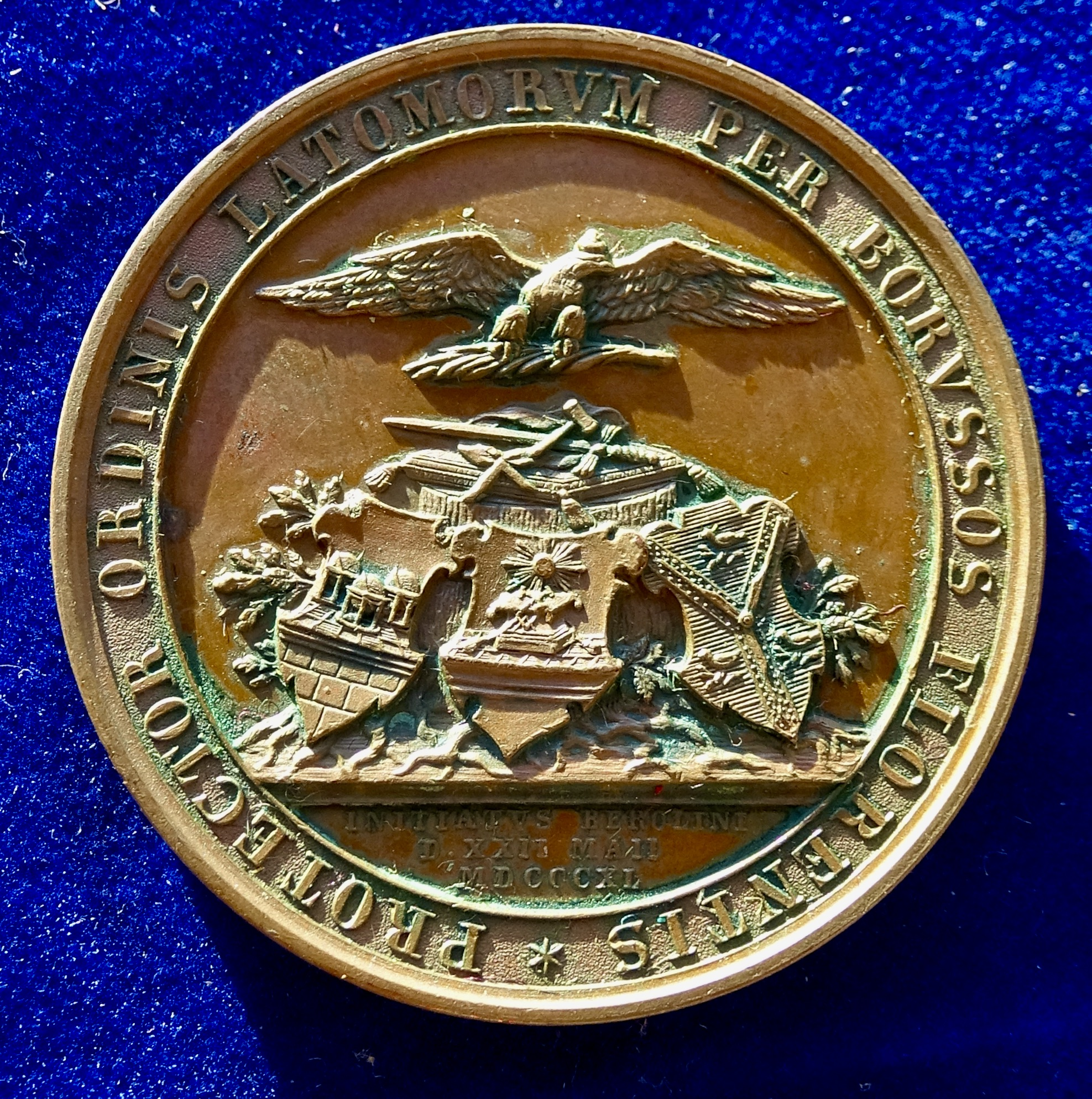
Die Rückseite dieser Medaille zeigt die Wappen der drei altpreußischen Großlogen

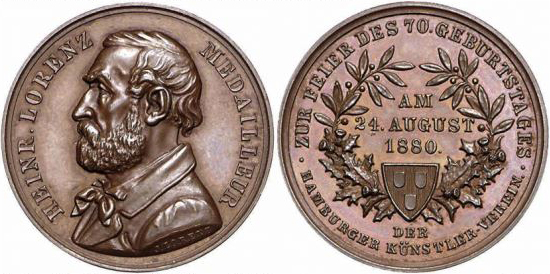
Medaille zur Feier des 70. Geburtstages von Heinrich Lorenz, vom Hamburger Künstlerverein von 1832, 1880

Heinrich Lorenz (* 24. August 1810 in Berlin; † 6. Januar 1888 in Hamburg) war ein deutscher Medailleur.

## Leben
Lorenz studierte an der Königlich Preußischen Akademie der Künste. Ab 
1832 arbeitete er in Wien. Nachdem er 1834/35 in Rom gewesen war, kehrte er 1835 als Medailleur nach Berlin zurück. Von 1848 bis 1858 leitete er die Königliche Münze zu Altona. Nach zwei Jahren von 1859 bis 1861 als Chefmedailleur in der Eremitage (Sankt Petersburg) ging er 1862 nach Hamburg. Mit seinem Sohn Johann Jacob Lorenz betrieb er dort von 1869 bis 1871 die gemeinsame Werkstatt Lorenz & Sohn. Er war zudem Mitglied des Hamburger Künstlervereins von 1832. 